# Università degli Studi di Milano
Università degli Studi di Milano este o universitate publică italiană fondată în anul 1923. Sediul central se află în clădirea renascentistă Ca' Granda⁠(it)[traduceți], construită la dorința ducelui de Milano Francesco Sforza.